# Acura RDX
El Acura RDX es un automóvil todoterreno del segmento D producido por el fabricante japonés Acura desde el año 2006. Es un cinco plazas con motor delantero transversal y carrocería de cinco puertas, que se ofrece en versiones de tracción delantera y a las cuatro ruedas. Algunos de los rivales del RDX son el Alfa Romeo Stelvio, el Audi Q5, el BMW X3, el Infiniti EX, el Jaguar F-Pace, el Lexus NX, el Land Rover Freelander, el Mercedes-Benz Clase GLC, el Porsche Macan y el Volvo XC60.

## Primera generación (2006-2012)
El RDX de primera generación se presentó oficialmente en el Salón del Automóvil de Nueva York de 2006 y se puso a la venta en agosto de ese año. Se fabricó en Marysville, Ohio, Estados Unidos.
El único motor del RDX es el primero de la marca en incorporar turbocompresor: un gasolina de cuatro cilindros en línea y 2.3 litros de cilindrada con distribución de válvulas variable, que desarrolla una potencia máxima de 243 CV (179 kW) a 6000 rpm.
Está acoplado a una caja de cambios automática de cinco marchas con mandos secuenciales, y se fabricaba en versiones de tracción delantera o a las cuatro ruedas. El sistema de tracción a las cuatro ruedas (llamado Super Handling All-Wheel Drive) puede variar la distribución de par entre el eje delantero y trasero desde 90/10 a 30/70, y entre las ruedas traseras en un cien por cien.

## Segunda generación (2012-2015)
La segunda generación del RDX se mostró al público en el Salón del Automóvil de Nueva York de 2012 y se comenzó a vender en abril. Se fabricó en East Liberty, Ohio, Estados Unidos.
Según el país, se ofrecía con un motor V6 atmosférico de 3,0 litros y 267 CV, y con un V6 atmosférico de 3,5 litros y 277 CV. La caja de cambios es automática de seis marchas, y se ofrecía en variantes de tracción delantera o a las cuatro ruedas, este último sin reparto de par electrónico.

## Tercera generación (2018-presente)
El RDX de tercera generación se exhibió por primera vez en el Salón del Automóvil de Nueva York de 2018 y se comenzó a vender en junio. Se fabricó en East Liberty, Ohio, Estados Unidos, y en Guangzhou, China en alianza con el GAC Group.
Utiliza un motor gasolina turboalimentado de 2,0 litros y 276 CV. Tiene caja de cambios automática de diez marchas, y se fabrica con tracción delantera o a las cuatro ruedas SH-AWD.